# Stadion Ghencea
Stadion Ghencea (rum. Stadionul Ghencea) – znany także jako Stadion Steaua, był macierzystym obiektem klubu FC Steaua Bukareszt. Był to stadion trzygwiazdkowy. Inauguracja obiektu odbyła się 9 kwietnia 1974 r. Był jednym z pierwszych stadionów typowo piłkarskich zbudowanych w Rumunii. W 1991 r. ławki, które mieściły 30 tys. widzów zastąpiono plastikowymi fotelikami, odtąd pojemność stadionu wynosiła 28 365 miejsc. W tym samym roku zainstalowano reflektory szerokostrumieniowe o natężeniu 1400 lx. W 2018 roku stadion został rozebrany, następnie w latach 2019–2021 w jego miejscu wybudowano nowy stadion Steaua.

## Galeria

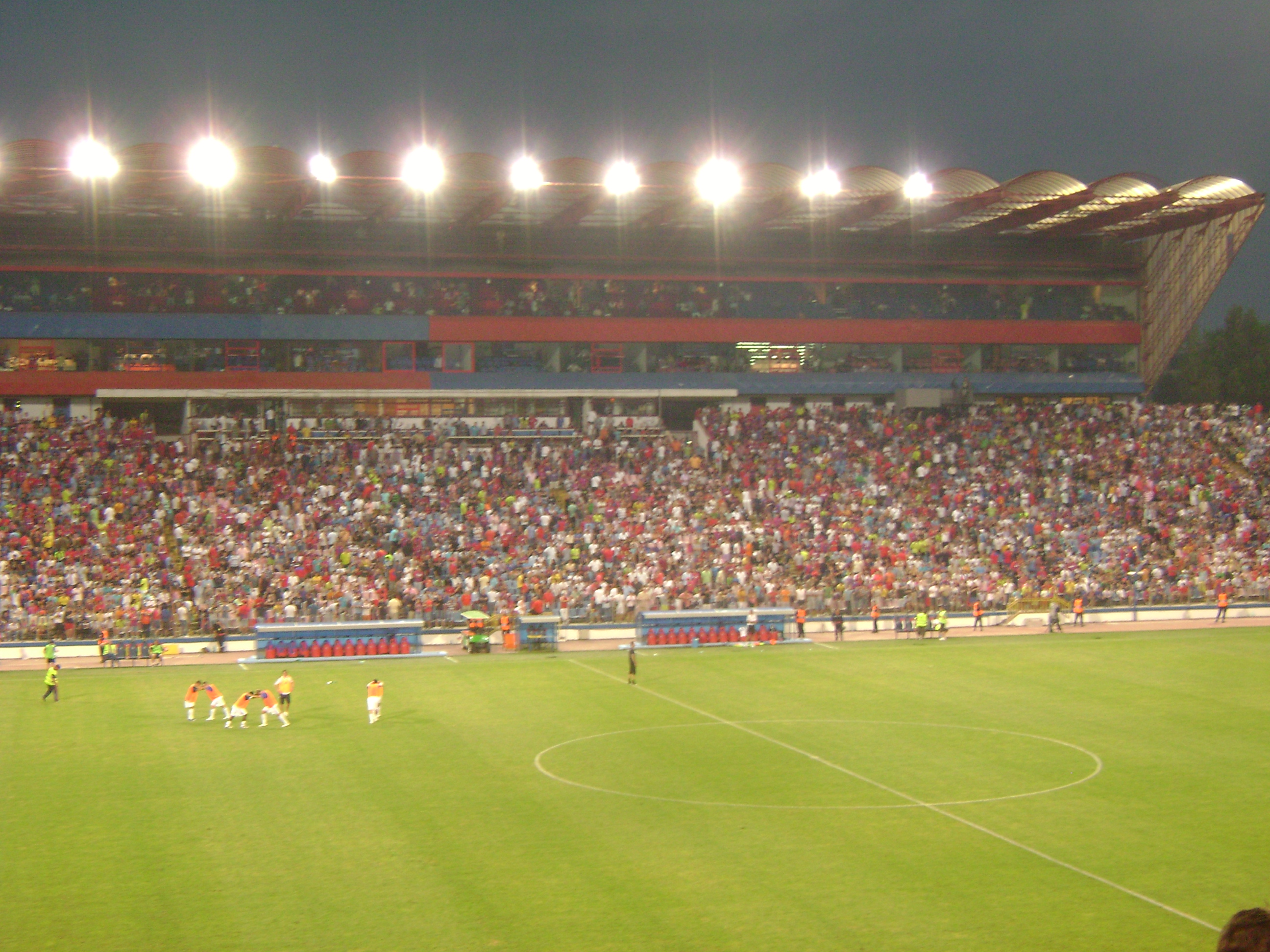
Stadion podczas meczu w 2010 r.